# فيليكوبلوسكي (أوديسكا)
فيليكوبلوسكي (Великоплоске) هي مدينة في مقاطعة أوديسكا في أوكرانيا.
يبلغ عدد سكانها حوالي 3210 نسمة.